# Schizachyrium
Schizachyrium Nees, 1829 è un genere di piante erbacee della famiglia delle Poacee (o Graminaceae).

## Tassonomia
Il genere comprende le seguenti specie:
- Schizachyrium angustispiculatum Peichoto & Welker
- Schizachyrium beckii Killeen
- Schizachyrium bemarivense A.Camus
- Schizachyrium brevifolium (Sw.) Nees ex Buse
- Schizachyrium claudopus (Chiov.) Chiov.
- Schizachyrium condensatum (Kunth) Nees
- Schizachyrium crinizonatum S.T.Blake
- Schizachyrium cubense (Hack.) Nash
- Schizachyrium delavayi (Hack.) Bor
- Schizachyrium delicatum Stapf
- Schizachyrium djalonicum Jacq.-Fél.
- Schizachyrium dolosum S.T.Blake
- Schizachyrium exile (Hochst.) Pilg.
- Schizachyrium fragile (R.Br.) A.Camus
- Schizachyrium gaumeri Nash
- Schizachyrium glaziovii Peichoto
- Schizachyrium gracile (Spreng.) Nash
- Schizachyrium gracilipes (Hack.) A.Camus
- Schizachyrium gresicola Jacq.-Fél.
- Schizachyrium hatschbachii Peichoto
- Schizachyrium impressum (Hack.) A.Camus
- Schizachyrium jeffreysii (Hack.) Stapf
- Schizachyrium kwiluense Vanderyst ex Robyns
- Schizachyrium littorale (Nash) E.P.Bicknell
- Schizachyrium lomaense A.Camus
- Schizachyrium lopollense (Rendle) Sales
- Schizachyrium luxurians (Ekman) Peichoto & Welker
- Schizachyrium maclaudii (Jacq.-Fél.) S.T.Blake
- Schizachyrium malacostachyum (J.Presl) Nash
- Schizachyrium maritimum (Chapm.) Nash
- Schizachyrium mexicanum (Hitchc.) A.Camus
- Schizachyrium microstachyum (Desv.) Roseng., B.R.Arrill. & Izag.
- Schizachyrium muelleri Nash
- Schizachyrium mukuluense Vanderyst
- Schizachyrium niveum (Swallen) Gould
- Schizachyrium nodulosum (Hack.) Stapf
- Schizachyrium occultum S.T.Blake
- Schizachyrium pachyarthron C.A.Gardner
- Schizachyrium parvifolium (Hitchc.) Borhidi & Catasús
- Schizachyrium penicillatum Jacq.-Fél.
- Schizachyrium perplexum S.T.Blake
- Schizachyrium platyphyllum (Franch.) Stapf
- Schizachyrium pseudeulalia (Hosok.) S.T.Blake
- Schizachyrium pulchellum (D.Don ex Benth.) Stapf
- Schizachyrium radicosum Jacq.-Fél.
- Schizachyrium reedii (Hitchc. & Ekman) Borhidi & Catasús
- Schizachyrium rhizomatum (Swallen) Gould
- Schizachyrium ruderale Clayton
- Schizachyrium sanguineum (Retz.) Alston
- Schizachyrium scabiflorum (Rupr. ex Hack.) A.Camus
- Schizachyrium scintillans Stapf
- Schizachyrium scoparium (Michx.) Nash
- Schizachyrium spadiceum (Swallen) Wipff
- Schizachyrium spicatum (Spreng.) Herter
- Schizachyrium sulcatum (Ekman) S.T.Blake
- Schizachyrium thollonii (Franch.) Stapf
- Schizachyrium urceolatum (Hack.) Stapf
- Schizachyrium vallsii Peichoto & Welker
- Schizachyrium yangambiense Germ.